# Motorradclub Kuhle Wampe

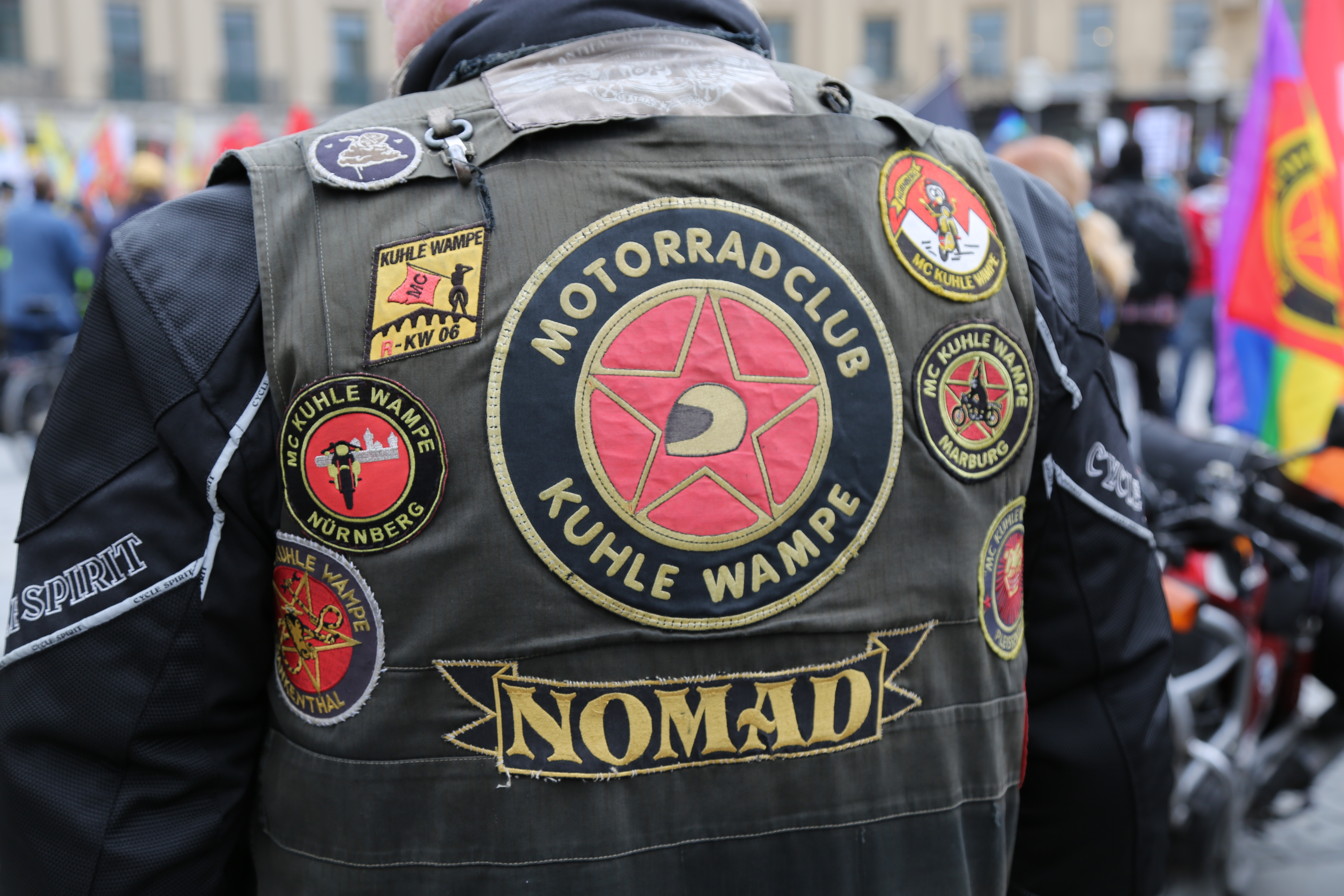
Kutte mit Rückenabzeichen

Der Motorradclub Kuhle Wampe (MC Kuhle Wampe) ist ein Dachverband von 40 lokalen Motorradclubs in verschiedenen Städten, organisiert in 7 deutschen Regionen, dazu seit 2015 auch in Österreich, in dem sich die ca. 360 Mitglieder neben dem Motorradfahren auch politisch betätigen.

## Gründung und politisches Engagement
Nachdem 1976 der erste Club mit diesem Namen entstanden war, gründeten 1978 in Dortmund-Eichlinghofen Motorradfahrer und -fahrerinnen aus verschiedenen Gruppen der antifaschistischen Szene den jetzigen Verband, der sich neben dem Motorradfahren auch ein gesellschaftliches Engagement zum Ziel setzte. So unterstützt der Verband beispielsweise die Anti-Atomkraft-Bewegung und engagiert sich gegen Diskriminierung. Der Verband ist Gründungsmitglied der Federation of European Motorcyclists Associations (FEMA), des europäischen Motorradfahrer-Lobbyverband in Brüssel. Neben dem M.C. Kuhle Wampe ist als linkspolitischer Motorradclub in Deutschland nur noch der MC Friedrich Angels (Berlin) bekannt.
Benannt ist er nach dem Film Kuhle Wampe oder: Wem gehört die Welt?, der in einer Berliner Zeltstadt namens Kuhle Wampe spielt, die wie viele andere dieser Kolonien Ende der 1920er Jahre als Unterkunft für die infolge der Weltwirtschaftskrise arbeitslosen Arbeiterfamilien diente.
Der Dachverband arbeitet parteipolitisch unabhängig, die meisten Mitglieder sind parteilos, wenn auch einzelne Mitglieder Parteien wie DKP oder Die Linke angehören. Im September 2008 beteiligte sich der Club an den Aktionen unter dem Motto „Wir stellen uns quer“ in Köln, mit denen ein in der Stadt geplanter Anti-Islamisierungskongress rechtsextremer und -populistischer Gruppierungen verhindert wurde.
Zu den politischen Aktionen, an denen der Club beteiligt war, gehörten auch die Demonstrationen im Umfeld des G8-Gipfels in Heiligendamm 2007 und des G7-Gipfels in Elmau 2015, bei dem der Club den Aufbau des Protestcamps in Garmisch-Partenkirchen sowie Teile der Camplogistik übernahm. Auch bei den Gegendemonstrationen gegen die Münchner Sicherheitskonferenz ist eine Abordnung des MC Kuhle Wampe traditioneller Bestandteil.
Mit Motorradkorsos nahm man ferner an den Aktionen gegen die Rudolf-Heß-Gedenkfeiern von Neonazis in Wunsiedel 2005 und 2006 teil. Ein Motorradkonvoi von Kuhle-Wampe-Mitgliedern aus ganz Deutschland zum ehemaligen Kriegsgefangenenlager Sandbostel, an den sich eine Kranzniederlegung vor der Lagerkirche zum Gedenken an die Opfer der nationalsozialistischen Herrschaft anschloss und mit dem die Bestrebungen zur Errichtung einer Gedenkstätte unterstützt wurden, wurde dort 2008 als „Aufsehen erregende Aktion“ betrachtet.
2016 trat der MC in Rahmen einer NPD-Gegenveranstaltung in Einbeck auf, 2018 bei einem Protest gegen den Marsch von „Republikanern“ in Göttingen-Süd.
Der MC Kuhle Wampe veranstaltet seit vielen Jahren jährlich sein großes zentrales Sommertreffen, ein öffentliches Treffen mit Camping und Live-Musik in Lauenberg bei Dassel.

## Publikation
Der Club gibt die vierteljährlich erscheinende Zeitschrift Megaphon heraus, die Reiseberichte, Motorradtechnikartikel, Buchbesprechungen und Berichte über Treffen und politische Aktionen enthält.

## Abzeichen

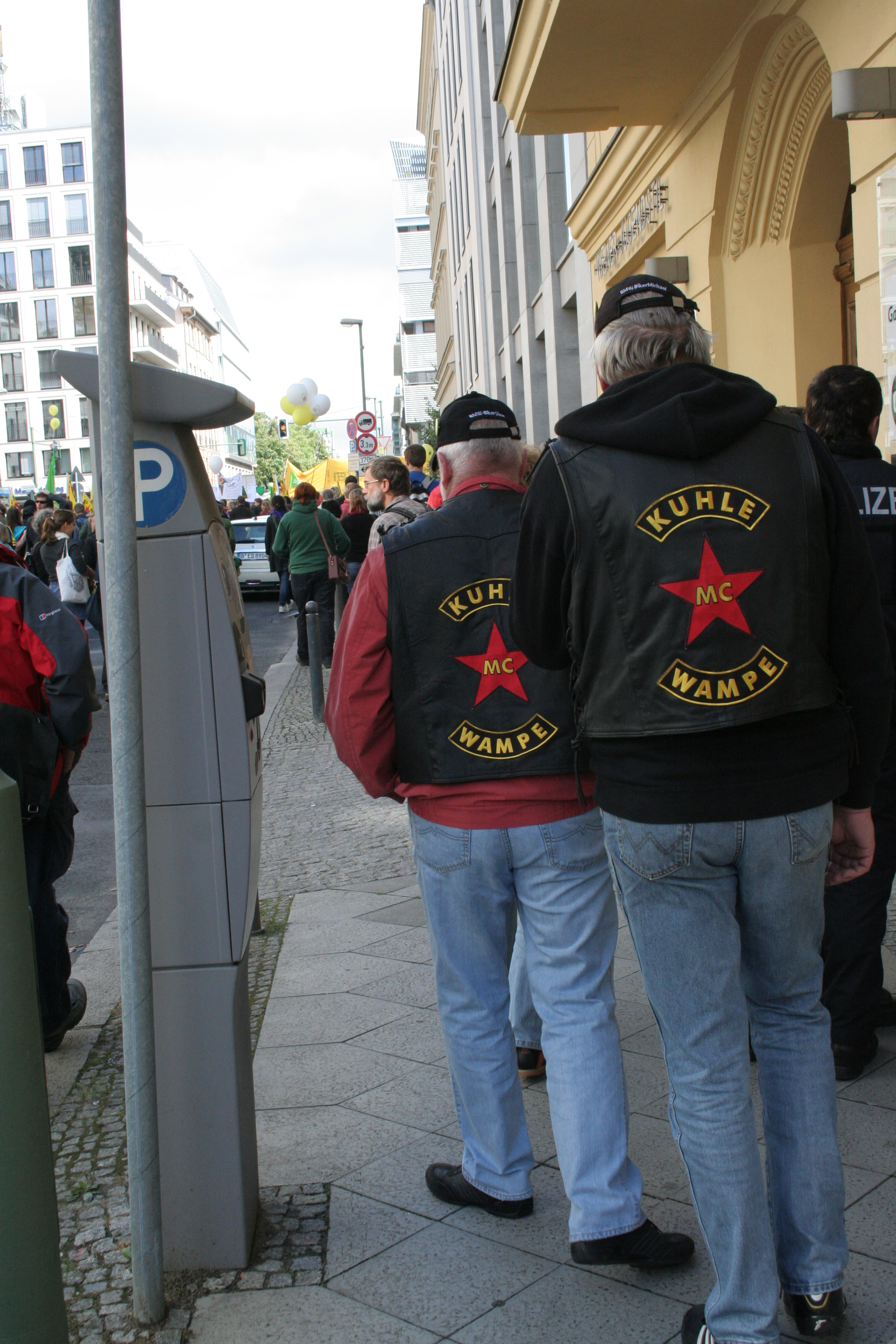
Abweichender MC-Kuhle-Wampe-Aufnäher, bei einer Demonstration gegen Atomkraft in Berlin

Das Abzeichen ist ein Rückenaufnäher und zeigt das Symbol eines fünfzackigen Sterns auf rotem Grund, der einen stilisierten gelben Motorradhelm umschließt; ein äußerer Ring mit schwarzem Grund (Motorradreifen) trägt den gelben Schriftzug „Motorradclub Kuhle Wampe“. Einzelne Clubs der Kuhlen Wampe tragen auch abweichende eigene Motive.